# Sophia Wezer
Sophia Wezer (Amsterdam, 21 november 1972) is een Nederlands zangeres, danseres en (musical)actrice.
Wezer voltooide in 1996 de hbo-opleiding docent dans en show-musical aan de hoofdstedelijke Stichting Amsterdamse Ballet Akademie.

## Theater
In het theaterseizoen 1996/1997 maakte Wezer deel uit van Jeans 6 - “It’s a Happening” en was tevens dance captain. Het seizoen daarop volgde de rol van Rizzo in Grease de Musical. In 1998/1999 was zij Billie Holiday in de Amerikaanse gospelshow Mahalia sing Sister sing.
Vanaf april 1999 was Wezer de moordenares Annie in Chicago (musical). Vanaf augustus in datzelfde jaar nam zij een van de hoofdrollen over van Pia Douwes en speelde zij tot de laatste voorstelling Velma Kelly. Daarvoor ontving zij de John Kraaijkamp Musical Award 2000 voor Aanstormend Vrouwelijk Talent. In het seizoen 2002/2003 speelde zij Conchita Alvarez in de musical Copacabana. Later stond zij in de nieuwe Dinnershow van Frank Wentink in Studio 21, Novomundo. In het seizoen 2005/2006 was zij te zien als Helene in Sweet Charity. Voor die rol ontving zij een nominatie voor de John Kraaijkamp Musical Award 2006 voor beste vrouwelijke bijrol in een grote musical. In het seizoen 2006/2007 was Wezer tot haar zwangerschapsverlof te zien als Acadabra in The Wiz. Na haar zwangerschapsverlof speelde zij de rol van Sadista in The Wiz. Vanaf augustus 2008 t/m mei 2009 was Wezer de alternate Kala in de Nederlandse versie van de musical Tarzan. In het seizoen 2009/2010 was Wezer te bewonderen als Winnie Mandela in de musical Amandla! Mandela, waarvoor ze ook een Musical Awards nominatie heeft ontvangen. Theaterseizoen (2010 - 2011) stond Wezer in A Tribute 2 Michael Jackson van de Kapel van de Koninklijke Luchtmacht. Van 20 oktober 2011 tot en met 28 februari 2012 was Wezer in Palazzo te Amsterdam te zien. Na een korte theater-stop waarin zij les is gaan geven, was zij te zien in de dinnershow Brooklyn Nights en stond zij in theaterseizoen 2016-2017 in de musical Addicted to Blues. In theaterseizoen 2017 speelde zij nogmaals in de musical Addicted to Blues en kroop zij in de huid van Billie Holiday.Vanaf augustus 2017 t/m september 2018 was Wezer te bewonderen als Kala in de Duitse versie van de musical Tarzan in Oberhausen (Noordrijn-Westfalen) en vervolgens was zij aansluitend te zien in de musical Mamma Mia! te Utrecht in het Beatrix Theater tot eind 2019 en speelde zij de rol van Tanja. Vanaf oktober 2021 t/m februari 2023 was Wezer te bewonderen als Shenzi in de Duitse versie van de musical The Lion King, Disney‘s der König der Löwen, in Hamburg. Van oktober 2023 t/m september 2024 speelde zij de rol van Zelma Bullock in de Duitse versie van de musical Tina Turner, in Stuttgart. Vanaf 19 mei 2025 t/m 30 juni 2026 zal Wezer spelen in Keulen in Moulin Rouge! in de rol van La Chocolat in Musical Dome.

## Televisie
Naast haar opleiding zong en danste ze reeds in een groot aantal evenementen en televisieshows. Met de groep Shift behaalde Wezer een nummer twee-notering in de Nederlandse Top 40 met Wonderful (als Patty & Shift), wat haar een bijrol opleverde in de Nederlandse televisieserie Spijkerhoek (1989).
Als solozangeres scoorde zij drie top 40-hits met (Running So Hard), (Take It Or Leave It) en (Gimme The Night).
Wezer speelde met Danny Rook tevens de rol van “Lijfwachtpiet” in Het Grote Sinterklaasverhaal (2000).
Zij speelde gastrollen in Goede tijden, slechte tijden en Westenwind. In 2001 presenteerde zij voor Kindernet de Nationale wat wil je worden Teevee Show.
De diverse televisieshows in Nederland, België en Duitsland waaraan Wezer haar medewerking verleende waren o.a. Notenclub, waarin zij zich liet horen als Billie Holiday Postcode Bingo, Wedden Dat, Wie ben ik?, André van Duin Show, Surprise Show, Rudy’s Urlaubshow en Telekids.
Wezer speelde in 2024 de rol van Joyce Russel in de aflevering Soul Sisters Hein. Ze speelde de rol van moeder van Ramses in Lost in the Game, een Nederlandse televisieserie uit 2016. Ze speelde een bijrol van "bewaker" in Lucia de B onder regie van Paula van der Oest en “Zus” in Madame Jeanette onder regie van Paula van der Oest (2003) en de rol van Marga in de film Alibi van Johan Nijenhuis (2008). Sinds januari 2008 speelt Wezer de rol van “Regina Blokland”, de moeder van Avalanche, in de televisieserie SpangaS. Ook speelt zij de rol van Miranda in de televisieserie Pauwen en Reigers.
Wezer toerde met een eigen show door Nederland en Spanje.

## Hitlijsten
| Single met eventuele hitnotering(en) in de Nederlandse Top 40 | Datum van verschijnen | Datum van binnenkomst | Hoogste positie | Aantal weken | Opmerkingen             |
| ------------------------------------------------------------- | --------------------- | --------------------- | --------------- | ------------ | ----------------------- |
| Running So Hard                                               | 1992                  | 06-06-1992            | 20              | 6            |                         |
| Take It Or Leave It                                           | 1992                  | 17-07-1993            | 30              | 5            |                         |
| Gimme The Night                                               | 1992                  |                       | tip4            |              | Dancesmash op Radio 538 |
| Stay                                                          | 1992                  |                       | tip6            |              |                         |